# 海尔布隆大学

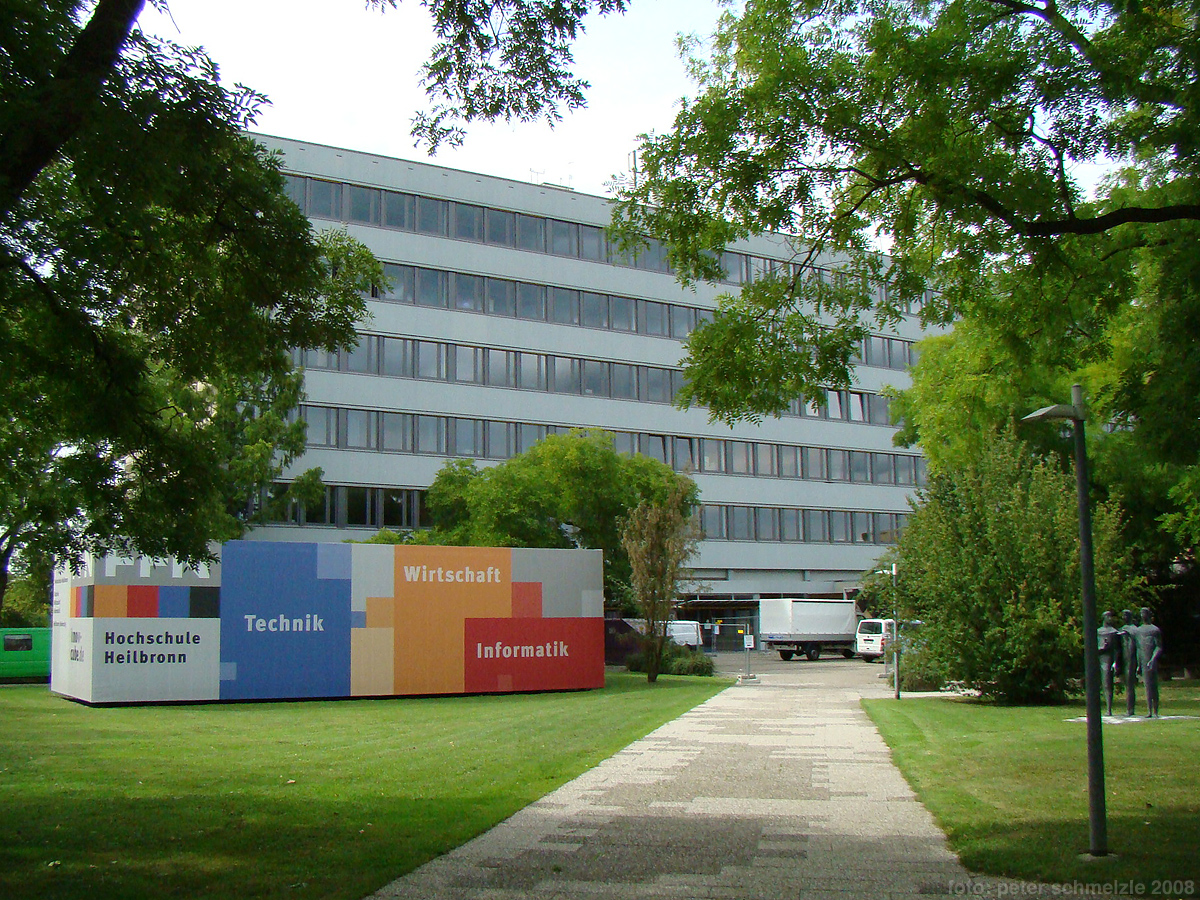
大学主建筑

海尔布隆大学（德語：Hochschule Heilbronn）是德国的一所应用技术大学，校区位于海尔布隆、金策尔斯奥和施韋比施哈爾。
该大学作为一座工程学校创立于1961年4月17日，2018年改现名。

## 外部连接
- 官方网站 （页面存档备份，存于）

49°07′19″N 9°12′40″E / 49.12194°N 9.21111°E